# Groß Döbbern
Groß Döbbern, niedersorbisch Wjelike Dobrynje, ist ein Ortsteil der Gemeinde Neuhausen/Spree im Landkreis Spree-Neiße des Bundeslandes Brandenburg. Auf einer Fläche von 1176 ha leben hier etwa 500 Einwohner. Bis zur Eingliederung nach Neuhausen/Spree am 19. September 2004 war Groß Döbbern eine eigenständige Gemeinde. Seit 2018 führt der Ort den amtlichen Namenszusatz Pücklerdorf.

## Geografische Lage
Groß Döbbern liegt in der Niederlausitz, rund zwölf Kilometer südlich von Cottbus und drei Kilometer westlich der Talsperre Spremberg. Der Ort ist über die Landesstraße 472 zu erreichen, die bei Groß Oßnig von der Bundesstraße 97 abzweigt. Zu Groß Döbbern gehört der Wohnplatz Kirschberg. Der Ort zählt zum anerkannten Siedlungsgebiet der Sorben/Wenden.
Die Gemarkung von Groß Döbbern grenzt im Norden und Osten an Klein Döbbern, im Süden an die Stadt Spremberg mit dem Wohnplatz Klein Buckow, im Südwesten an Jehserig mit dem Gemeindeteil Rehnsdorf und im Nordwesten an Schorbus mit dem Gemeindeteil Auras und dem Wohnplatz Oelsnig.

## Geschichte

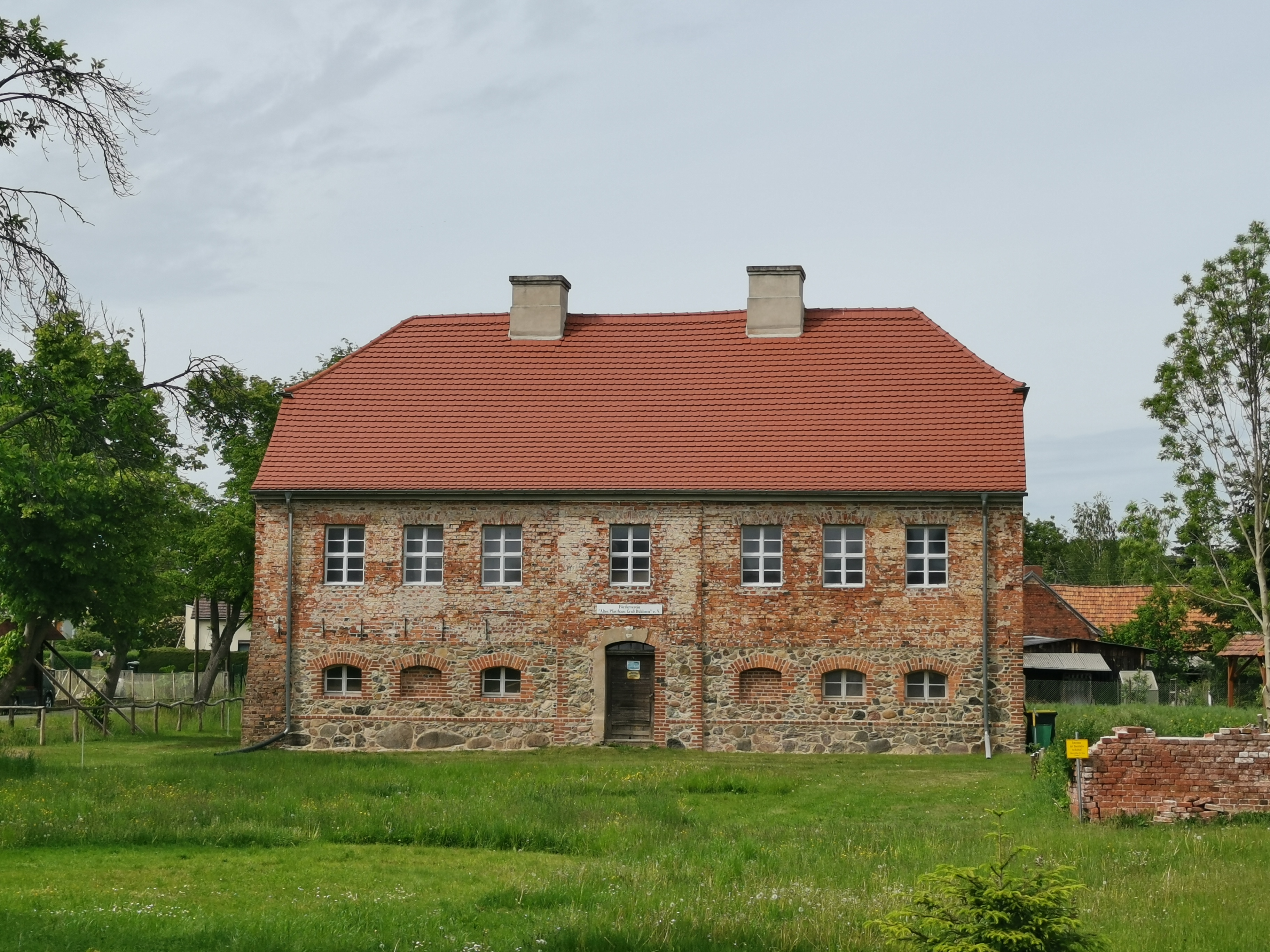
Pfarrhaus Groß Döbbern

Groß Döbbern wurde gesichert erstmals am 13. Dezember 1450 urkundlich erwähnt. Eine Kirche in Magna Dobryn taucht bereits in der 1346 veröffentlichten Kirchenmatrikel des Bistums Meißen auf; von dieser kann sich allerdings lediglich auf die Kopie von 1495 bezogen werden. Im Jahr 1455 wurde der Ortsname Grossen Doberen und 1527 grossen Dabern genannt. In einer Karte des Cottbusischen Kreises aus dem Jahr 1536 ist das Dorf mit dem Namen Großen Dobbern verzeichnet.
In der ersten urkundlichen Erwähnung werden mehrere Cottbuser Bürger sowie die Familie von Loeben als Besitzer einzelner Dorfteile geführt. Bis 1468 gelangte das gesamte Gut in den Besitz des Nickel von Loeben. Bis 1530 beteiligten sich die streitbaren Herren von Loeben häufig an Raubzügen auf Kaufleute, die zur Frankfurter Messe zogen, an Fehden gegen den Kurfürsten von Brandenburg und an Überfällen auf kirchliche Würdenträger. Zu dieser Zeit lebten die von Loeben noch nach der alten Vorstellung des Faust- und Fehderechts, das formal kein Unrecht darstellte. Groß Döbbern setzte sich im Jahr 1635 aus 16 Ritterhufen, 24 Bauernhufen, drei Gärtnern, zwei Schäfereien, drei Mühlen und der Schmiede zusammen. Durch feindliche Soldaten und kaiserliche Truppen hatte Groß Döbbern schwer zu leiden. Der Ort war überschuldet und musste 1679 zusammen mit Buckwitz (Klein Buckow) für 10.375 Thaler von den Gläubigern zurückgekauft werden. Letztendlich verkaufte Hans Christoph von Loeben, fürstlich-sächsischer Amtshauptmann zu Neu Zauche, bis auf drei Bauerngehöfte beide Ortschaften im Jahr 1698 an August Sylvius Reichsgraf von Pückler. Seit 1696 im lukrativen Besitz von Branitz, war für ihn und seinen Erben Erdmann von Pückler das Gutsdorf Groß Döbbern von dauerhaft wirtschaftlichem Interesse. So konnte 1995 belegt werden, dass der berühmte Gartenkünstler Hermann von Pückler-Muskau Großbäume aus Groß Döbbern für den Branitzer Park anliefern ließ.
Groß Döbbern war Teil der historischen Herrschaft Cottbus und lag als solcher in einer markbrandenburgischen Exklave, die vom Kurfürstentum Sachsen umgeben war. Seit 1701 war das Dorf somit preußisch, während das südlich gelegene Klein Buckow sächsisch war. Im Jahr 1740 wurde die Kirche in Groß Döbbern als Filiale der Dorfkirche Klein Döbbern unterstellt und 1812 als „ecclesia vagans“ geführt. Nach dem Tilsiter Frieden musste Preußen die Herrschaft Cottbus im Jahr 1807 an das Königreich Sachsen abtreten. Nach dem Wiener Kongress acht Jahre später, auf dem unter anderem die Teilung des Königreiches Sachsen beschlossen wurde, kam Groß Döbbern wieder zu Preußen. Bei der Gebietsreform von 1816 wurde Groß Döbbern dem Kreis Cottbus in der Provinz Brandenburg zugeordnet. Im Jahr 1818 hatte das Dorf 278 Einwohner in 41 Wohngebäuden und besaß eine Schäferei, eine Ziegelei und zwei Kolonistensiedlungen.

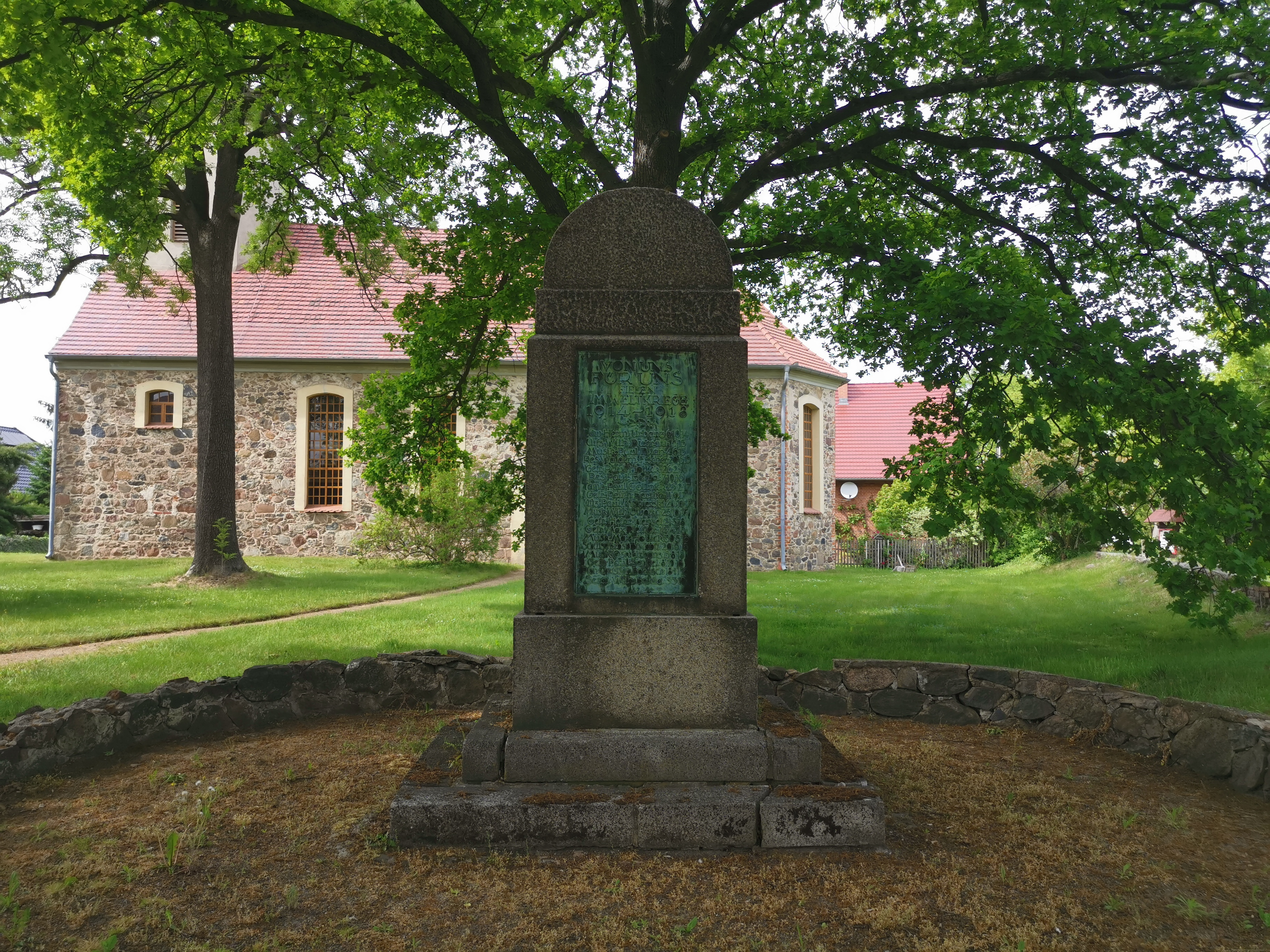
Kriegerdenkmal vor der Kirche

Bis 1846 stieg die Einwohnerzahl auf 480 an. Bei der Volkszählung am 1. Dezember 1871 hatten die Landgemeinde und der Gutsbezirk Groß Döbbern zusammen 552 Einwohner in 96 Familien. Von den Einwohnern waren 126 Kinder unter zehn Jahren und alle Einwohner waren evangelisch-lutherischer Konfession. Der Kreis Cottbus wurde 1886 in Landkreis Cottbus umbenannt. Anfang des 20. Jahrhunderts hatte die Landgemeinde Groß Döbbern 424 und der Gutsbezirk 108 Einwohner. Der Gutsbezirk wurde spätestens 1928 aufgelöst und mit der Landgemeinde vereinigt. 1939 lebten in Groß Döbbern 480 Einwohner.
Nach dem Ende des Zweiten Weltkrieges wurde Groß Döbbern sowjetisch besetzt und war ab 1949 Teil der DDR. Bei der DDR-Gebietsreform am 25. Juli 1952 wurde die Gemeinde dem Kreis Cottbus im Bezirk Cottbus zugeordnet. Zwei Jahre später wurde der Kreis nach der Ausgliederung von Cottbus als kreisfreie Stadt in Kreis Cottbus-Land umbenannt. Zu DDR-Zeiten war nahe dem Wohnplatz Kirschberg die Fla-Raketenabteilung 311 des Fla-Raketenregimentes 31 Straßgräbchen stationiert. Nach der Wiedervereinigung gehörte Groß Döbbern zunächst zum Landkreis Cottbus in Brandenburg. 1992 schlossen sich Groß Döbbern und 17 weitere Gemeinden zur Erledigung ihrer Verwaltungsgeschäfte im Amt Neuhausen/Spree zusammen. Seit der Kreisreform in Brandenburg am 6. Dezember 1993 gehört Groß Döbbern zum Landkreis Spree-Neiße.
Nach Beschluss des „Zweiten Gesetzes zur landesweiten Gemeindegebietsreform betreffend die kreisfreie Stadt Cottbus und das Amt Neuhausen/Spree“ sollten sich Groß Döbbern und vierzehn weitere Gemeinden am 26. Oktober 2003 zu der neuen Gemeinde Neuhausen/Spree zusammenschließen. Ein Teil des Gesetzes wurde durch das Verfassungsgericht des Landes Brandenburg für ungültig erklärt, sodass ein neuer Fusionsvertrag vorgelegt werden musste. Die Gemeindefusion erfolgte verspätet am 19. September 2004, die Gemeinde Groß Döbbern verlor dadurch ihre Eigenständigkeit und wurde ein Ortsteil von Neuhausen/Spree. Das Amt Neuhausen/Spree wurde aufgelöst. Seit 2005 existiert in Groß Döbbern ein Förderverein, der mit dem Ziel des Erhalts des historischen Pfarrhauses gegründet wurde. Dieser wurde 2020 brandenburgischer Landessieger des Deutschen Nachbarschaftspreises.

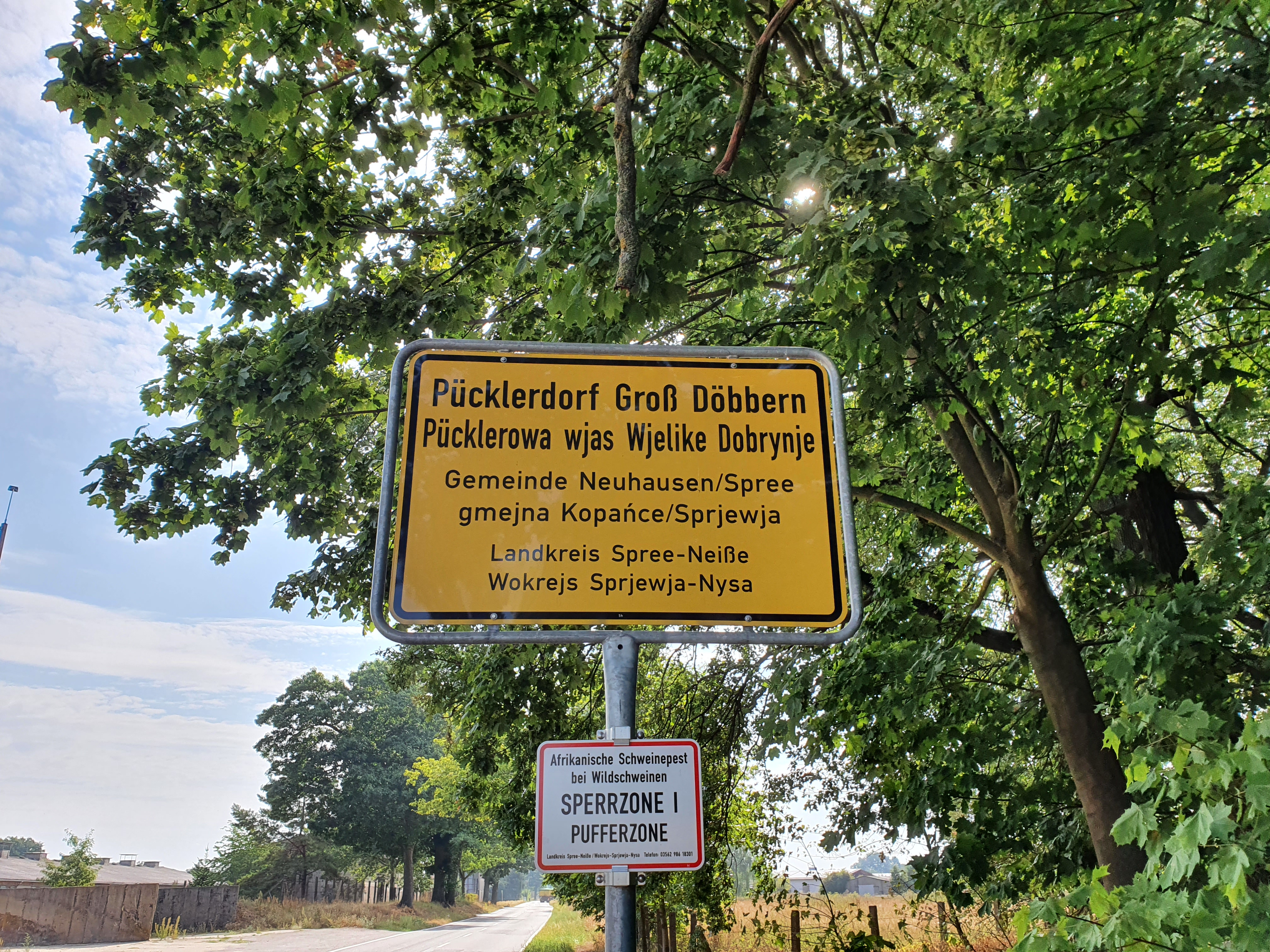
Ortstafel von Groß Döbbern

Ende 2016 erteilten die Nachkommen der Familie von Pückler dem Ortsbeirat auf Nachfrage die Erlaubnis, die Bezeichnung „Pücklerdorf“ und das pücklersche Wappen für repräsentative Zwecke zu nutzen. Seit 2018 führt der Ort den amtlichen Namen „Pücklerdorf Groß Döbbern/Pücklerowa wjas Wjelike Dobrynje“. Aufgrund der Zusatzbezeichnung in Verbindung mit der zweisprachigen Beschriftung mussten die Ortsschilder in Übergroße hergestellt werden.

## Bevölkerung
| 1875 | 538 | 1925 | 493 | 1946 | 606 | 1971 | 495 | 1989 | 472 |
| 1890 | 563 | 1933 | 472 | 1950 | 604 | 1981 | 412 | 1996 | 501 |
| 1910 | 494 | 1939 | 480 | 1964 | 516 | 1985 | 464 | 2003 | 583 |

Gebietsstand des jeweiligen Jahres
Sorbische Sprache
Das Dorf Groß Döbbern war historisch sorbischsprachig geprägt. Im Jahr 1867 waren laut der preußischen Volkszählung noch 91,7 Prozent der Einwohner Sorben. Der Volkskundler Arnošt Muka zählte für seine Statistik über die Sorben in der Lausitz im Jahr 1884 insgesamt 526 Einwohner. Davon waren 518 Sorben, was einem sorbischsprachigen Bevölkerungsanteil von 98 Prozent entspricht. Der Schulunterricht fand zu dieser Zeit jedoch bereits in deutscher Sprache statt. In der folgenden Zeit ging der Anteil der sorbischsprachigen Bevölkerung zurück, im Jahr 1956 hatte Groß Döbbern nur noch zehn aktiv sorbisch sprechende Einwohner. Groß Döbbern gehört heute zum amtlichen Siedlungsgebiet der Sorben/Wenden.

## Politik
Bei der Kommunalwahl in Brandenburg am 9. Juni 2024 wurde in Groß Döbbern ein neuer Ortsbeirat aus drei Mitgliedern gewählt. Ortsvorsteherin ist Steffi Dubrau, ihre Stellvertreter sind Ronny Surschikow und Marcel Träger.

## Sehenswürdigkeiten

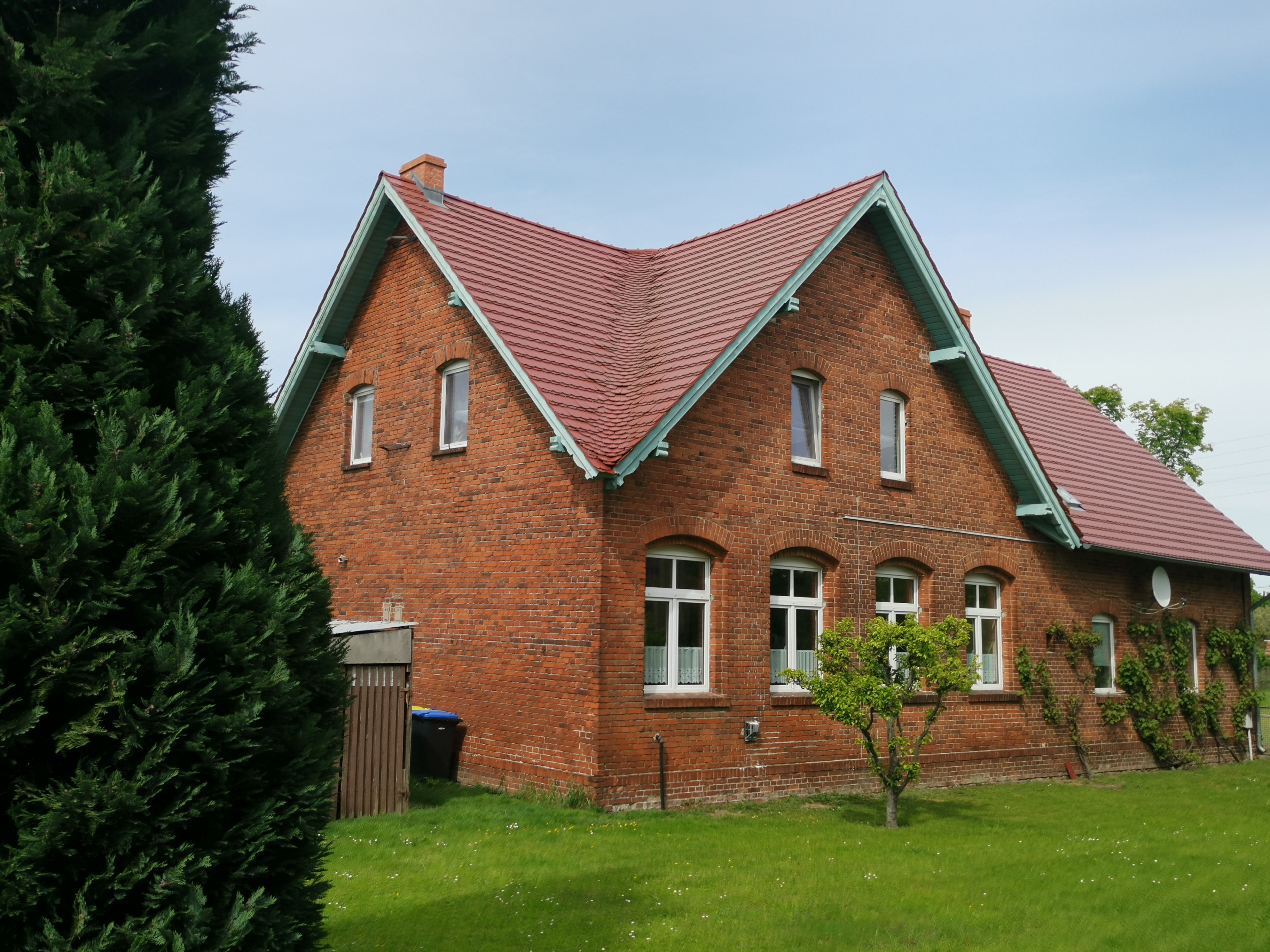
Ehemalige Schule

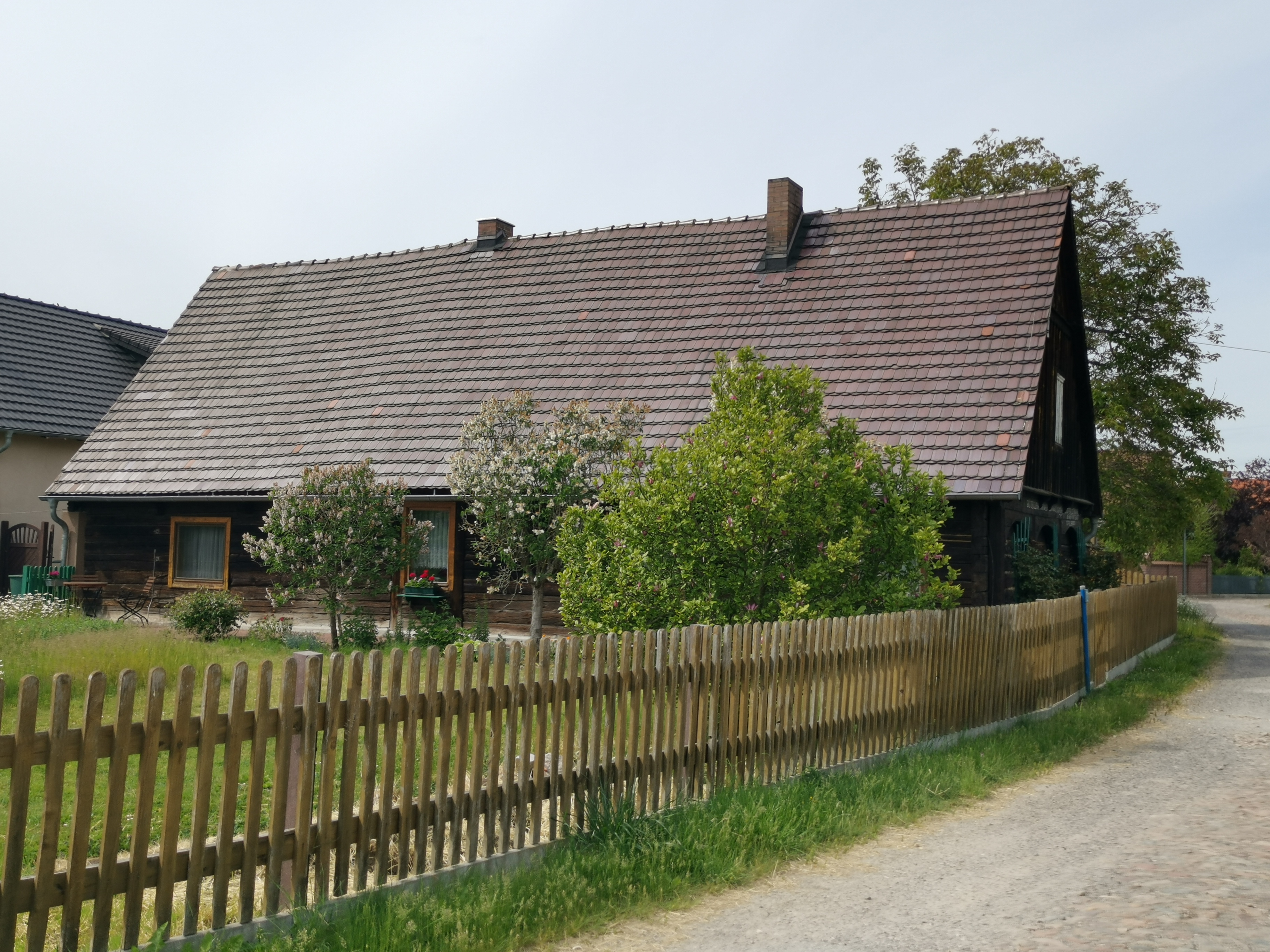
Wohnhaus Ringstraße 54

Die Dorfkirche Groß Döbbern wurde im 16. Jahrhundert errichtet und 1818 umgebaut, wobei sie einen Dachturm erhielt. Gegenüber der Dorfkirche wurde 1875 das Pfarrhaus Groß Döbbern gebaut. Im Jahr 1903 erhielt die Dorfschule ein neues Unterrichtsgebäude. Kirche, Pfarrhaus und Schule zählen heute neben einem Umgebindehaus und einer Stallscheune zu den Baudenkmalen der Gemeinde Neuhausen/Spree.

## Persönlichkeiten
- Max Konnopke (1901–1986), Gründer von Konnopke’s Imbiß in Berlin[10]